# Arktika (Band)
Arktika ist eine Post-Hardcore/Post-Rock-Band aus Köln, deren Platten über das Label Narshardaa Records vertrieben werden.

## Stil
Der Stil von Arktika lässt sich als eine Mixtur aus atmosphärischem Post-Rock und Hardcore mit Screamo-Elementen beschreiben, wobei die Songs oftmals eine Länge von mehr als 10 Minuten erreichen. Regelmäßig wird der Sound Arktikas mit der japanischen Band Envy verglichen. Die Band benannte sich nach eigenen Angaben nach dem russischen Atom-Eisbrecher mit gleichem Namen. Ende 2012 gab Arktika bekannt, dass sich die Band im Laufe des Jahres 2013 auflösen wird.

## Diskografie

### EPs
- 2008: Heartwrencher (Narshardaa Records)

### Alben
- 2010: At Zero (Narshardaa Records)
- 2012: Symmetry (Narshardaa Records)